# Ed Andrews
Ed Andrews (fl. 1920er Jahre) war ein US-amerikanischer Blues-Sänger und -Gitarrist, der 1924 die vermutlich ersten kommerziell veröffentlichten Country-Blues-Aufnahmen machte, etwa drei Jahre bevor solche Veröffentlichungen alltäglich wurden.

## Leben und Werk
Über Andrews’ Leben ist praktisch nichts bekannt. Nach dem kommerziellen Erfolg einiger der ersten Sängerinnen des „klassischen Blues“ wie Mamie Smith, Ma Rainey und Bessie Smith in den frühen 1920er Jahren unternahm die Plattenfirma Okeh Exkursionen in die Südstaaten, um unbekannte Musiker zu entdecken. In Atlanta, Georgia, entdeckten sie Andrews und nahmen ihn im März oder April 1924 auf. Er spielte zwei Titel ein, Barrel House Blues und Time Ain’t Gonna Make Me Stay, die als OK 8137 veröffentlicht wurden, etwa vier Monate vor Papa’s Lawdy Lawdy Blues von Papa Charlie Jackson. Es waren vermutlich die ersten kommerziell veröffentlichten Aufnahmen eines männlichen Country-Blues-Sängers.
Es ist nicht bekannt, ob Andrews aus Atlanta stammte oder ein umherziehender Musiker war, der durch die Stadt zog. Er spielte 12-saitige Gitarre und sang mit ausgeprägtem Vibrato. Sein Stil wurde mit dem von Peg Leg Howell verglichen, einem Musiker aus Georgia, der 1926 erstmals Aufnahmen machte.
Andrews machte keine weiteren Aufnahmen. Bei seinen Aufnahmen ging man davon aus, dass er „sich dem mittleren Alter näherte“, aber andere Aspekte seines Lebens sind nicht bekannt.